# 貝原浩
貝原 浩（かいはら ひろし、1947年 - 2005年6月30日）は、日本の画家。岡山県倉敷市浜ノ茶屋出身。

## 略歴
- 丸山司に師事。倉敷天城高等学校から東京芸術大学に進学。
- ロシア、ベラルーシを中心に世界を旅行し、現地の生活を描いた。
- 本や雑誌「ダカーポ」などの挿絵や装丁を手がけた。
- 市民運動系メディアを中心とした戯画風イラストの仕事でも知られる。
- フォー・ビギナーズ・シリーズの日本オリジナル版の『戸籍』や『全学連』『部落差別と人権』など13冊のイラストを手がけている。
- 昭和天皇や吉田茂ら、実在人物の描き方が個性的である。
- 2005年6月30日、癌のため死去[1]。

## 作品

### 著書・画集
- ショーは終っテンノー／社会評論社（1988年10月）
- 風しもの村から　チェルノブイリ・スケッチ／平原社（1992年8月）
- Far West 貝原浩鉛筆画集／現代書館（2002年3月）
- 貝原浩画文集　風しもの村／編集・小林敏也、造本・山猫あとりゑ　パロル舎（2010年7月）

### 挿絵・イラスト
- 佐藤文明著『戸籍』（フォービギナーズ）、現代書館 - イラスト
- 菅孝行著『全学連』（フォービギナーズ）、現代書館 - イラスト
- 菅孝行著『天皇制』（フォービギナーズ）、現代書館 - イラスト
- 川内俊彦著『部落差別と人権』（フォービギナーズ）、現代書館 - イラスト
- 池田浩士（文）との共著『仮説縁起絵巻』